# Ústřední revoluční vojenská komise Čínské sovětské republiky
Ústřední revoluční vojenská komise Čínské sovětské republiky (čínsky v českém přepisu Čung-chua su-wej-aj kung-che-kuo Čung-jang žen-min ťün-š’ wej-jüan-chuej, pchin-jinem Zhōnghuá Sūwéi'āi Gònghéguó Zhōngyāng Gémìng Jūnshì Wěiyuánhuì, znaky 中华苏维埃共和国中央革命军事委员会) byla skupinou čínských komunistických vůdců stojící v čele předchůdkyně Čínské lidové osvobozenecké armády, čínské Rudé armády. Zřízena byla v lednu 1931 v rámci upevňování organizace sovětských oblastí kontrolovaných ozbrojenými silami Komunistické strany Číny; reorganizována byla v listopadu 1931 po prvním sjezdu sovětů komunistických oblastí a vyhlášení Čínské sovětské republiky a v únoru 1934 po druhém sjezdu sovětů. Během Dlouhého pochodu, v letech 1934–1935, její pravomoce do značné míry převzaly ad hoc ustavené užší výbory (postupně několik „trojek“ a „pětka“). Koncem roku 1935 vznikla Ústřední revoluční vojenská komise pro severozápad Čínské sovětské republiky a koncem roku 1936 byla Ústřední revoluční vojenská komise obnovena. V létě 1937 byla reorganizována v Ústřední revoluční vojenskou komisí KS Číny.
Komise stála v čele čínské Rudé armády, formálně podléhala Ústřednímu výkonnému výboru Čínské sovětské republiky, prakticky politbyru ÚV KS Číny. Sídlila a pracovala v ústřední sovětské oblasti v jižní Ťiang-si (do 1934), u Rudé armády na Dlouhém pochodu (do 1935) a v sovětské oblasti na severozápadě Číny (od 1935); část členů komise se jednání komise neúčastnila, když působili v jiných sovětských oblastech a regionech (například Čang Kuo-tchao a Che Lung v letech 1931–1935).

## Složení komise
Ústřední revoluční vojenská komise jmenovaná v lednu 1931 (funkční období trvalo do listopadu 1931):
- předseda – Siang Jing;[1]
- místopředsedové – Ču Te a Mao Ce-tung;[1]
- členové – Čou En-laj, Kuan Siang-jing, Žen Pi-š’, Wang Šeng-žung, Pcheng Te-chuaj, Che Lung, Chuang Kung-lüe (padl v září 1931), Čou I-čchün (padl roku 1931), Jie Ťien-jing, Sü Čchüan-čung, Cchaj Šen-si, Čang Jün-i, Teng Čung-sia, Ceng Čung-šeng, Teng Fa (do července 1931), Teng Siao-pching, Chuang Šeng, Jüan Kuo-pching, Tu Cheng, Liou Po-čcheng, Jün Taj-jing (v dubnu 1931 zatčen a zabit), Li Fu-čchun.

Od června 1931 byl předsedou Mao Ce-tung, místopředsedy Ču Te a Siang Jing.
Od října 1931 fungovalo tříčlenné předsednictvo komise ve složení Ču Te (předseda), Wang Ťia-siang a Pcheng Te-chuaj (zástupci předsedy).
Ústřední revoluční vojenská komise Čínské sovětské republiky zvolená sovětským Ústředním výkonným výborem v listopadu 1931 (funkční období trvalo do února 1934):
- předseda – Ču Te;[1]
- místopředsedové – Wang Ťia-siang a Pcheng Te-chuaj;[1]
- členové – Lin Piao, Tchan Čen-lin, Jie Ťien-jing, Kchung Che-čchung, Čou En-laj, Čang Kuo-tchao, Šao Š’-pching, Che Lung, Mao Ce-tung, Sü Siang-čchien, Kuan Siang-jing a Wang Šeng-žung.[1] Od května 1933 i Čchin Pang-sien a Siang Jing.

Od května 1933 Ču Te jako předseda komise stál v čele vojsk na frontě, Siang Jing působil jako úřadující předseda v zázemí v Žuej-ťinu.
Ústřední revoluční vojenská komise Čínské sovětské republiky zvolená sovětským Ústředním výkonným výborem v únoru 1934 měla 21 členů (funkční období trvalo do prosince 1936):
- předseda – Ču Te;[1]
- místopředsedové – Čou En-laj a Wang Ťia-siang,[1] od října 1934 i Siang Jing (v září–říjnu 1934 úřadující místopředseda), od června 1935 i Čang Kuo-tchao;
- členové – Čchin Pang-sien, Siang Jing, Čang Wen-tchien, Pcheng Te-chuaj, Lin Piao, Tchan Čen-lin, Jie Ťien-jing, Čang Kuo-tchao, Šao Š’-pching, Che Lung, Mao Ce-tung, Kuan Siang-jing, Wang Šeng-žung a další; od června 1935 i Sü Siang-čchien a Čchen Čchang-chao.

Od léta 1934 řídila přípravu k Dlouhému pochodu „trojka“ Čchin Pang-sien, Čou En-laj, Otto Braun. V prosinci 1934 ztratila vliv a v lednu 1935 byla politbyrem zrušena, náhradou politbyro řízením vojenských záležitostí pověřilo Čou En-laje za pomoci Ču Teho a od února 1935 i Mao Ce-tunga.
V březnu 1935 vznikla nová „trojka“ postavená do čela Rudé armády: Čou En-laj, Mao Ce-tung a Wang Ťia-siang; v červnu 1935 (po spojení s 4. frontem Čang Kuo-tchaoa) byl k ní přidán Čang Kuo-tchao; od září 1935 (po oddělení Západní kolony Čang Kuo-tchaoa a Ču Teho), vedla vojska Východní kolony „pětka“ Mao Ce-tung, Čou En-laj, Wang Ťia-siang, Pcheng Te-chuaj a Lin Piao.
V listopadu 1935 „pětku“ řídící vojska Východní kolony nahradila Ústřední revoluční vojenská komise pro severozápad Čínské sovětské republiky, která fungovala do prosince 1936:
- předseda – Mao Ce-tung;[1]
- místopředsedové – Čou En-laj, Pcheng Te-chuaj;[1]
- členové – Wang Ťia-siang, Nie Chung-ťün, Lin Piao, Sü Chaj-tung, Čcheng Č’-chua a Kuo Chung-tchao; od dubna 1936 i Jie Ťien-jing, Nie Žung-čen a Liou Č’-tan.[1]

V říjnu 1936 bylo zřízeno předsednictvo Ústřední revoluční vojenské komise Čínské sovětské republiky ve složení Mao Ce-tung (vedl předsednictvo), Pcheng Te-chuaj, Wang Ťia-siang, Ču Te, Čang Kuo-tchao a Čchen Čchang-chao.
Ústřední revoluční vojenská komise Čínské sovětské republiky od prosince 1936:
- předseda – Mao Ce-tung;[1]
- místopředsedové – Čou En-laj, Čang Kuo-tchao[1] (do března 1937), Ču Te (od března 1937);
- členové předsednictva – Ču Te (od března 1937 místopředseda), Pcheng Te-chuaj, Žen Pi-š’, Che Lung;[1]
- členové – Siang Jing, Lin Piao, Wang Ťia-siang, Sü Siang-čchien, Čchen Čchang-chao, Liou Po-čcheng, Kuan Siang-jing, Jie Ťien-jing, Čchen I, Siao Kche, Tung Čen-tchang (padl v lednu 1937), Sü Chaj-tung, Nie Žung-čen, Kuo Chung-tchao, Čang Jü-i, Wang Wej-čou.[1]

Od srpna 1937 Ústřední revoluční vojenskou komisi Čínské sovětské republiky nahradila Ústřední revoluční vojenská komise KS Číny, zřízená politbyrem na konferenci v Luo-čchuanu.